# Hischam III.
Hischam III. ibn Muhammad al-Muʿtad bi-llah (arabisch هشام بن محمد المعتد بالله, DMG Hišām b. Muḥammad al-Muʿtad bi-llāh; † 1036) war Kalif von Córdoba von 1026 bis 1031.
Hischam III. wurde als Bruder von Abd ar-Rahman IV. im Jahr 1026 nach langen Verhandlungen zwischen den Statthaltern der Grenzmarken und der Bevölkerung von Córdoba als neuer Kalif gewählt. Allerdings konnte er erst im Dezember 1029 in Córdoba einziehen, da die Stadt von den Berbertruppen der Hammudiden besetzt war.
Zwar versuchte er das Reich zu konsolidieren, doch führte die Erhebung neuer Steuern (unter anderem für Moscheen) zur heftigen Opposition der muslimischen Rechtsgelehrten. Nach der Ermordung seines Wesirs al-Hakam durch eine Verschwörung der Patrizier von Córdoba wurde Hischam III. 1031 inhaftiert. Zwar gelang Hischam III. die Flucht, doch starb er 1036 als letzter der Umayyaden völlig machtlos im Exil bei den Hudiden in Balaguer (Lleida).
Mit Hischam III. endete das Kalifat von Córdoba; es begann die Zeit der Taifa-Königreiche (1031 bis 1092).